# Климентово (Варненська область)
Кли́ментово (болг. Климентово) — село у Варненській області Болгарії. Входить до складу общини Аксаково.

## Населення
За даними перепису населення 2011 року у селі проживали 179 осіб.
Національний склад населення села:
| Національність   | Кількість осіб | Відсоток |
| ---------------- | -------------- | -------- |
| болгари          | 175            | 97,8%    |
| турки            | 4              | 2,2%     |
| цигани           | 0              | 0%       |
| інша             | 0              | 0%       |
| не визначились   | 0              | 0%       |
| Всього відповіли | 179            |          |

Розподіл населення за віком у 2011 році:
Динаміка населення: